# Saint-Laurent-d’Agny

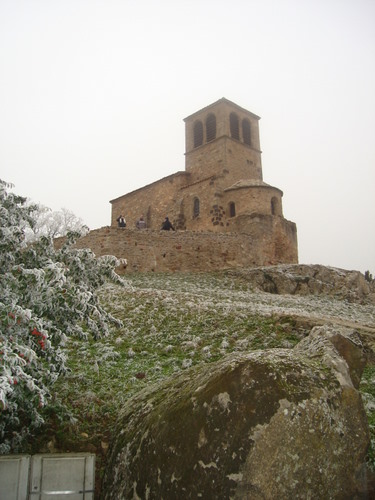
Kaplica św. Wincentego w Saint-Laurent-d’Agny, 2006

Saint-Laurent-d’Agny – miejscowość i gmina we Francji, w regionie Owernia-Rodan-Alpy, w departamencie Rodan.
Według danych na rok 1990 gminę zamieszkiwało 1439 osób, a gęstość zaludnienia wynosiła 136 osób/km² (wśród 2880 gmin regionu Rodan-Alpy Saint-Laurent-d’Agny plasuje się na 587. miejscu pod względem liczby ludności, natomiast pod względem powierzchni na miejscu 1077.).